# Doris Clark
Mary Doris Clark Núñez (Arequipa, 20 de octubre de 1901-Lima, 3 de agosto de 2004) fue una arquitecta peruana, la primera en obtener dicho título en su país, además de feminista y docente. 

## Biografía y etapa universitaria
Hija de Josefina Núñez y William C. Clark, su padre fue ingeniero de la Central del Ferrocarril de Arequipa. Durante su etapa escolar, destacó por sus habilidades para el diseño lineal y las matemáticas. Uno de sus profesores de secundaria en el liceo Santa Rosa de Lima fue Víctor Raúl Haya de la Torre. Además, tenía estudios en la Escuela Normal y se desempeñó como docente de educación básica. En esta etapa, conoció a la feminista Dra. Pérez Liendo.
Antes de postular a la Escuela de Ingenieros de Lima , conversó con el director Michael Fort, para expresar su intención de estudiar ahí y de obtener una beca. Ingresó en 1924, dentro de los primeros puestos. Inicialmente, cursó estudios en la Sección de Construcciones Civiles con la intención de ser ingeniera civil. En el penúltimo año de sus estudios se cambió a la Sección de Arquitectos Constructores, egresando en 1928 y titulándose como arquitecta tres años después.
Dentro de su experiencia estudiantil, la exoneraron de la instrucción militar por ser mujer, pero sí pudo participar de las actividades de campo que eran parte de su formación, como nivelaciones topográficas, levantamientos taquimétricos y visitas a instalaciones industriales.
Tuvo un papel decisivo en las discusiones sobre feminismo en Perú.

## Actividades extraestudiantiles
Clark participó en la redacción de la revista Ingeniería, editada por la Asociación de Estudiantes de Ingeniería. Desde que fue estudiante de tercer año, trabajó en el Ministerio de Fomento como dibujante e ingeniera-ayudante. Como feminista, formó parte de la Legión Feminista Pro-Cultura del Perú y de la Federación de Universitarias Peruanas (FUP) en 1923. Fue profesora de Matemáticas del Colegio Nacional de Mujeres desde 1927 hasta 1943.
La Sociedad de Ingenieros la aceptó como la primera asociada mujer en junio de 1928. La Sociedad de Arquitectos del Perú la integró como parte de su primera junta directiva en 1929. 

## Etapa profesional
Trabajó como arquitecta en el Ministerio de Fomento hasta 1930, para luego laborar como perito-tasadora en el Cuerpo Técnico de Tasaciones (1930-1940) en las sedes de Mollendo, Arequipa, Puno y Pomata.  Fue parte del equipo que estableció el Reglamento de Construcciones Escolares. Fue profesora y llegó a tener un alto puesto en el Ministerio de Educación.
También, fue miembro vitalicio del Comité Permanente de Arquitectos de los Congresos Panamericanos (Montevideo). En 1933, fundó la Unión Femenina de Ciencias y Letras (UFCL), junto con graduadas universitarias, artistas y profesoras. En 1935, fundó la sede peruana de la Unión de Mujeres Americanas (UMA), de la que fue presidenta hasta 1937. Asimismo, fue vicepresidenta de la Comisión de Vivienda del Consejo Nacional de Mujeres y organizadora del primer Congreso Nacional de Mujeres del Perú (1939).
En el aspecto partidario, integró el Partido Aprista en la década de 1940. Estuvo en el Comando Nacional de Capacitación Femenina, dentro de la Subsecretaría Nacional, y del Departamento de Prensa y Propaganda. Se encargó del programa nocturno "Comida Económica y Nutritiva". Fue expositora en la Convención Nacional de Mujeres Apristas en 1946.

## Artículos publicados
- Revista "Hoja Universitaria", con Beatriz Carbajal y Rosa Alberti (1924)[2]
- “Templos a orillas del Titicaca. Reliquias Coloniales de alto valor Arquitectónico. El Templo Santiago de Pomata en la Provincia de Chucuito al borde del lago legendario”, revista "Ciudad y Campo y Caminos", tomo VII, número 47, pp.26-29 (1930)[6] [7]
- "Directivas recomendables para aplicarse a las construcciones escolares", revista "Informaciones y Memorias de la Sociedad de Ingenieros" (1943)[3]